# チェルトーザ・ディ・パヴィーア
チェルトーザ・ディ・パヴィーア（伊: Certosa di Pavia）は、イタリア共和国ロンバルディア州パヴィーア県にある、人口約5,400人の基礎自治体（コムーネ）。

## 名称
この地の名はこのコムーネにあるカルトゥジオ会の修道院「パヴィーアの修道院」の名からつけられた。

## 地理

### 位置・広がり
県都パヴィーアの北8キロメートルのところに位置する。

#### 隣接コムーネ
隣接するコムーネは以下の通り。
- ボルガレッロ
- ジュッサーゴ
- マルチニャーゴ
- パヴィーア
- ヴェッレッツォ・ベッリーニ

### 気候分類・地震分類
気候分類では、zona E, 2619 GGに分類される。
また、イタリアの地震リスク階級 (it) では、zona 3 (sismicità bassa) に分類される
。

## 行政

### 分離集落
チェルトーザ・ディ・パヴィーアには、以下の分離集落（フラツィオーネ）がある。
- Boschetto, Cascina Fiamberta, Cascina Tirogno, Cascine Calderari, Samperone, Torre del Mangano (sede comunale), Torriano

## 歴史
ジャン・ガレアッツォ・ヴィスコンティの求めに応じて修道院は1396年に、パヴィーアの城の北側にあるヴィスコンティの公園の縁に設立された。
コムーネは1929年に、トッレ・デル・マンガーノ(Torre del Mangano)とトッリアーノ(Torriano )とボルガレッロ(その後1958年に新たに分離した)の合併により成立した。
コムーネの紋章にはGratiarum Chartusiae(感謝の修道院)を省略した「GRA-CAR」と書かれている。